# باول باربرا
باول باربرا (بالإنجليزية: Paul Barbara)‏ هو كيميائي أمريكي، ولد في 24 أبريل 1953، وتوفي في 31 أكتوبر 2010.